# Simulium empopomae
Simulium empopomae är en tvåvingeart som beskrevs av Meillon 1937. Simulium empopomae ingår i släktet Simulium och familjen knott. Inga underarter finns listade i Catalogue of Life.